# 10 Rue d'la Madeleine
10 Rue d'la Madeleine es un grupo de rock alternativo de Nimes, en la región francesa del Languedoc-Rosellón.

## Historia
10 Rue d'la Madeleine surge entre los años 2001 y 2002, como resultado de la unión de compañeros de Universidad, provenientes de Nimes y de Marsella. Se trata de Bill Nuggets, Brad Bronstein, Andy Burke, Mike Flanagan, Peter Goldberg y Eddy "Ed" Flint. Precisamente la dirección del apartamento donde vivían ha dado el nombre al grupo. Más tarde se trasladaron definitivamente a Nimes y empezaron a colaborar con el Colectivo Rakan (Rassemblement des Associations Kulturelles et Artistiques Nîmoises: Alianza de asociaciones culturales y artísticas de Nimes).
En el 2003 sacaron su primer disco: Guinguette Core Heavy Tzigane [Destacan las palabras core: alusiva a estilos como el hardcore; Heavy o Tzingane, música gitana, zíngara. Guinguette es el nombre que se le daba a los bares tradicionales parisios donde vendían vino llamado Guinguet], con cinco temas de estudio y seis en directo. El nombre de este primer disco autoproducido deja ver el estilo de un grupo que mezcla diferentes estilos musicales como son el rock, funk, heavy metal, el jazz manouche (gitano afincado en Francia) con otras músicas tradicionales como la zíngara, la irlandesa o la balcánica. Como grupos que les han influenciado destacan Noir Désir, la Mano Negra, les Têtes Raides, Rage against the Machine, Nirvana o Metallica.
En el 2006 sacan su primer disco oficial, Sur les Murs, con el que alcanzarán un prestigio notable, llegando a dar conciertos fuera de Francia: España, la República Checa, Alemania o Eslovaquia. Este éxito proviene también de la difusión que tuvo el sencillo "La commune" en la radio de rock independiente Le Mouv, estando durante dos meses en el primer puesto del ranking que dicha radio hacía: L'indé 30.
En primavera del 2009 ha salido su último álbum, Comme Sonny Cogne, contando con la baja de Eddy Flint, quien toca el clarinete.
El bagaje del grupo hasta la salida de su último disco ha sido de más de 200 conciertos en Europa y más de 4.000 discos vendidos.

## Temática
Las canciones, cantadas íntegramente en francés, suelen tratar temáticas de crítica social, con una fuerte ironía. De este modo, hay canciones llenas de crítica social y moral, como "La classe américaine", tratando la forma de vida de las ciudadanos, copiada del estilo de vida estadounidense; o "Vive la Commune", tema donde habla de la comuna de París de 1871.

## Componentes

### Miembros actuales
- Brad Bronstein (Voz)
- Bill Nuggets (Guitarra)
- Mike Flanagan (Bajo)
- Andy Burke (Batería)
- Peter Goldberg (Violín)

### Miembros antiguos
- Eddy "Ed" Flint (Clarinete) hasta el 2004

## Discografía

### Álbumes
- 2003: Guinguette Core Heavy Tzigane
- 2006: Sur les murs (En los muros)

1. La classe américaine
2. Vive la commune
3. La France a ses loisirs
4. Vâchement votre
5. Les lests du corps
6. Le sous-sol
7. A l'envers
8. Ca n'a pas de prix
9. Si j'ai tort
10. Sur les murs
11. La flemme
12. Jamais le même

- 2009: Comme Sonny Cogne

1. La belle affaire
2. A l'intérieur
3. L'air de ríen
4. Le deuxième suivra
5. Cette petite mort (con la participación de Ed en el clarinete ya que este tema es del 2004)
6. Sale temps
7. Nos frontières
8. Comme Sonny cogne
9. De leur coté
10. XXX

### Colaboraciones
- 2004: Cette petite mort, en el disco recopilatorio Nouvelle Guinche I.